# 코이노스 (장군)
코이노스(고대 그리스어: Koῖνος, 라틴어: Coinos, ? - 기원전 326년)는 알렉산더 3세를 섬긴 마케도니아 왕국의 장군이다.

## 생애
코이노스는 폴레모크라테스의 아들이며, ‘알렉산더의 측근 중에서도 가장 신뢰가 두터운 사람’이었다. 기원전 335년 알렉산더의 북벌에서 코이노스는 보병 부대를 지휘했다. 이듬해 시작된 동정에서도 코이노스는 계속 보병 지휘관으로서 싸웠다. 그라니코스 전투, 이수스 전투, 테에로스 전투, 가우가멜라 전투 등 주요 전투에서 이름이 언급되어 있으며, 가우가멜라 전투에서 부상을 당한다. 기원전 334년 그라니코스 전투] 이후 신혼이었던 코이노스는 다른 신혼들과 함께 그들에게 왕의 걱정(물론 정책적인 의도도 있었을 것이지만)에 의해 일시 귀국을 허용, 이듬해 고르디온에서 새로 징집된 병사와 함께 원정군에 합류했다.
기원전 330년에 드란기아나 전투에서 필로타스, 아민타스, 폴리페르콘 등과 함께 경장보병을 지휘하며, 아라크세스강에 다리를 놓는 작업을 했다. 박트리아에서 귀순한 아레이아의 태수 사티바르자네스가 벳소스로 돌아서자 왕과 급히 가서 아레이아를 제압했다. 같은 해 필로타스 재판에서는 필로타스의 여동생과 결혼했던 코이노스는 (몸을 사린 탓인지) 헤파이스티온과 크라테로스와 함께 필로타스를 배신자라고 격렬하게 규탄하였고, 그를 고문해서 진상을 규명해야한다고 주장했다.
기원전 328년의 소그디아나의 스피타메네스와의 전투에서 코이노스는 아르타바조스와 함께 스피타메네스가 도망쳤다는 스키타이 인의 땅에 보내졌다. 아르타바조스가 고령을 이유로 은퇴한 이후 코이노스는 스피타메네스의 공격을 받았으나 이를 격퇴하였고, 얼마 지나지 않아 마사게타이 인과 스키타이가 스피타메네스의 목을 가지고 투항했기 때문에 나우타카 왕에 합류했다.
기원전 327년 아스파시오이 인, 그리고 앗사케노이 인에 대한 작전에서 왕이 군대를 분할했을 때에는 그의 밑에 전투를 치뤘으며, 바지라라는 마을에 분견되었다. 히다스페스강(젤룸강)에 이르러 도하를 위해 후방의 인더스강에 배를 운반하도록 명령을 받고 돌아가 그 책임을 완수한 후, 기원전 326년 히다스페스 전투에서 우익의 보병부대를 지휘하여 적의 좌익에 대한 공격에서 큰 역할을 했다.
그 후, 마케도니아 군이 아케시네스강(체나브강)을 건널 때에는 후속으로 오는 현지 인도인 부대의 도하를 지원하기 위해 아케시네스강에 남겨졌다. 히파시스강에 이르러 오래 지속된 원정에서 피폐해진 군이 더 이상 진군을 거부하여 더 나아가려고 하자 않았다. 그리하여 코이노스는 왕에게 말머리를 돌릴 것을 설득하였다. 그러나 그날 이후 삼일 후에 코이노스는 병사했다.